# Слави, Йожеф
Йожеф Слави (венг. Okányi és érkenézi Szlávy József, нем. József Szlávy von Érkenéz und Okány; 23 ноября 1818 — 8 августа 1900) — австро-венгерский государственный деятель, премьер-министр Транслейтании (1872—1874), министр финансов Австро-Венгрии (1880—1882). Исполняющий обязанности министра гонведа Транслейтании в 1872 году.

## Биография
Проходил обучение в Горной академии в Хемнице, в 1844 получил диплом инженера и поступил на государственную службу. Примыкал к венгерской либеральной партии Ференца Деака, считался консерватором. Во время Венгерской революции входил в состав правительства, комиссар по горнодобывающей промышленности. После поражения революции осуждён на восемь лет заключения в крепости, через два года освобожден. В 1861 избран членом Рейхсрата. В 1865 назначен жупаном Бихара.
После заключения австро-венгерского соглашения работал в правительстве Венгрии. С 1867 статс-секретарь министерства внутренних дел, с 1870 — министр торговли. 2 декабря 1872 назначен премьер-министром Транслейтании, занимал пост до 1 марта 1874. В 1872 короткое время исполнял обязанности министра гонведа (министра обороны венгерской части империи). В 1879—1880 — председатель палаты депутатов парламента Венгрии. В 1880—1882 являлся общеимперским министром финансов. В 1894—1896 — председатель Палаты магнатов венгерского парламента. Был членом Академии наук Венгрии.